# Theo van Casteren
Th.J.M. (Theo) van Casteren (26 april 1937 – 11 april 2022) is een Nederlands politicus van het CDA.
Rond 1974 werd hij de gemeentesecretaris van Hilvarenbeek en midden 1984 volgde zijn benoeming tot burgemeester van Oeffelt. In oktober 1993, kort voordat die gemeente ophield te bestaan, werd hij de waarnemend burgemeester van Haaren. Ruim twee jaar later, op 1 januari 1996, fuseerde de gemeente Haaren met Esch en Helvoirt tot de nieuwe gemeente Haaren waarvan Hans Haas de burgemeester werd. Vervolgens werd Van Casteren de waarnemend burgemeester van Gendt waar hij midden 1999 opgevolgd werd door Henk van der Wende.